# تو مایل ویلیج
تو مایل ویلیج (به انگلیسی: Two Mile Village) یک منطقهٔ مسکونی در کانادا است که در یوکان واقع شده‌است. تو مایل ویلیج ۳٫۵۷ کیلومتر مربع مساحت و ۷۹ نفر جمعیت دارد.